# Binärbild

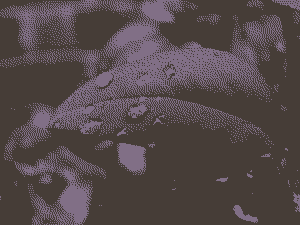
Binärbild eines Blattes

Ein Binärbild ist eine digitale Rastergrafik, deren Pixel nur die zwei Farben Schwarz und Weiß annehmen können. Jedes Pixel kann also mit einem Bit gespeichert werden. Die Kodierung der Pixel erfolgt meist mit dem Wert 0 für Schwarz und 1 für Weiß, der umgekehrte Fall existiert allerdings auch.
Binärbilder finden ihre Anwendung vor allem
- in der Bildverarbeitung (Kantendetektion, Mustererkennung),
- im Zeitungsdruck,
- bei Faxgeräten und
- Laserdruckern.

Für die Umwandlung eines Grauwertbildes in ein Binärbild (Farbreduktion) benutzt man das Halbtonverfahren.

## Kompression und Dateiformate
Zur Datenreduktion von Binärbildern existiert eine Reihe spezieller Kompressionstypen. Dazu gehören die zwei Verfahren CCITT Group 3 und CCITT Group 4, die bei PDF- und TIFF-Dateien verwendet werden können. Diese sind auf bei Faxgeräten oft vorkommende Dokumente optimiert, also eine geringe Schwärzung der Seite und relativ wenige Änderungen zwischen zwei aufeinanderfolgenden Zeilen. Tatsächlich sind diese beiden Verfahren dieselben, die auch bei Faxgeräten selbst eingesetzt werden.
Außerdem existieren die Standards JBIG und JBIG2, die speziell für Binärbilder entworfen wurden, allerdings auch auf Graustufenbilder angewandt werden können.

## Gepackte Bytes
Standard-Kompressionsverfahren wie LZW oder Deflate können ebenfalls auf Binärbilder angewendet werden. Meist werden hierzu erst jeweils acht nebeneinanderliegende Binärpixel in einem Byte untergebracht, und diese gepackten Bytes werden dann an die Kompressionsroutine weitergegeben. In einem Dateiformat ist es dabei wichtig zu berücksichtigen, ob der am weitesten links gelegene Pixel dem nieder- oder dem höchstwertigen Bit innerhalb des Bytes entspricht, da die Reihenfolge der Ausgabe der Pixel auf dem Schirm nach dem Entpacken dem Original entsprechen soll. Die meisten Dateiformate legen dies innerhalb der Spezifikation fest, bei TIFF kann es im Headerteil der Datei frei definiert werden.

## Schwarz-Weiß-Grafikmodi
Auch bei Grafikkarten mit – heutzutage kaum mehr verwendeten – Schwarz-Weiß-Grafikmodi zur Anzeige von Binärbildern ist der Ansatz der gepackten Bytes üblich, um keinen Grafikspeicher zu verschwenden. Der lesende oder schreibende Zugriff auf einzelne Pixel ist etwas erschwert, da man immer nur mehrere Pixelwerte auf einmal einer Speicherstelle entnehmen oder auf diese schreiben kann.

## Binarisierung
Binarisierung bezeichnet die Erzeugung eines Binärbildes aus einem Graustufen- oder einem in einem Zwischenschritt zum Graustufenbild umgewandelten Farbbild. Eine einfache Binarisierungsmethode ist das Schwellenwertverfahren. Je nachdem, ob der Grauwert eines Pixels über oder unter einem bestimmten Schwellenwert liegt, wird er Schwarz oder Weiß. Maßgeblich ist dabei die Wahl des Schwellenwertes; dieser muss nicht notwendigerweise bei 50 % liegen. Das Schwellenwertverfahren kann mit Dithering-Techniken kombiniert werden, um den Eindruck von gleichmäßigeren Übergängen zu erreichen. Um automatisiert einen sinnvollen Schwellenwert für ein Bild zu generieren, wird das Histogramm des betreffenden Bildes mittels Clusterverfahren wie K-Means- oder dem IsoData-Algorithmus in zwei möglichst gleich große Teile zerlegt. Das Zentrum dieser zwei Cluster bildet den gesuchten Schwellenwert.